# Segment premium
Pour les articles homonymes, voir Premium.
Dans le domaine de l'économie marchande  et en particulier du marketing et de la publicité, le segment premium se réfère à un segment de marques, de produits ou de services d'une entreprise dont le prix est élevé, le plaçant entre le produit de consommation de masse et le produit de luxe.

## Vocabulaire
La tendance, consistant à inciter à l'achat de marques haut de gamme, aux marges plus élevées, plutôt qu'à une plus forte consommation est parfois dénommée premiumisation.
Quand la plus-value vient d'un label ou d'une garantie environnementale ou de soutenabilité (écolabel, écocertification forestière...), on parle parfois, à l'anglaise, de « green premium ».  
Dans bien des cas, ce segment premium peut être considéré comme opposé à celui des marques génériques. Dans ce sens, le terme « premium » est synonyme de l'attribut traditionnel « haut de gamme ».

## Enjeux
Il existe un enjeu concurrentiel et de marché, notamment à l'exportation et y compris pour des gros marchés comme celui de l'agroalimentaire ; avec la recherche d'un hypothétique « consommateur premium », cible de clientèle à haut niveau de revenus qui recherche des marques statutaires ou à moindre revenu, mais souhaitant certaines garanties (environnementales dans le cas du « green premium »). 
La démarche de l'entreprise répond souvent à une évolution stratégique consistant à inventer différentes sous-marques pour différencier sa gamme de produits en un segment premium (lui-même différencié en sous-catégories : premium, super premium, ultrapremium) et un segment général (par exemple Toyota avec sa marque de luxe Lexus, Nissan avec Infiniti).  
Un enjeu prospectif pour les entreprises est d'identifier de nouveaux « signes de qualité » et de nouvelles chaines de valeur autour des biens ou services qui seront fortement recherchés par le consommateur de demain (acheteur final, ou intermédiaire ou producteur d'énergie,, etc.), soit en raison des pressions que la publicité aura exercé sur lui, soit en raison de l'évolution de la demande sociale d'une partie de la population, qui par exemple peut intégrer des critères éthiques et socioenvironnementaux dans ses choix de consommation. Un autre enjeu dans ce cas est de bien calculer le surcoût ou au contraire les coûts évités que permettent l'écoconception ou certains écolabels, en profitant éventuellement de subventions ou revenus d'écotaxes.

## Paradoxes ou limites
Une idée répandue est que les objets écologiques et de qualité ou les bâtiments à haute performance énergétique coûtent plus cher à produire que leurs homologues moins écologiques ou peu efficients en termes de dépenses énergétiques ou d'eau, et qu'ils sont donc réservés aux seuls clients écolophiles, ou (pour le solaire par exemple) à ceux qui peuvent attendre plus longtemps un retour sur investissement, qui seuls, seraient intéressés par la poursuite d'objectifs de performance. Mais un nombre croissant d'exemples montrent que le « green premium » pourrait être un mythe.  Certains auteurs s'interrogent : que faire si la « haute performance environnementale » peut être livrée sans augmentation de coût, voire à moindre coût ou avec des rendements intéressants ? voire en générant des recettes (exemple de l'habitat à énergie positive qui peut produire plus d'électricité qu'il n'en consomme).